# اندری راد
اندری راد (انگلیسی: Andriy Rad؛ زادهٔ ۱۶ مارس ۱۹۸۸) بازیکن فوتبال اهل اوکراین است.